# Martin Weiher
Martin Weiher (auch: Martin von Weiher) (* 1512 in Leba, Kreis Lauenburg/Pommern; † 8. Juni 1556 in Köslin) war ein lutherischer Theologe und Bischof von Cammin in Pommern.

## Leben
Martin Weiher entstammte dem hinterpommerschen Adelsgeschlecht von Weiher. Er war der zweite Sohn des Claus von Weiher auf Leba und der Sophie von Ramel. Zum geistlichen Stand bestimmt, besuchte er die Schule in Stolp und wurde am 1. Mai 1534 an der Universität Wittenberg immatrikuliert.
Martin Weiher war ein Schüler Philipp Melanchthons, mit dem er später einen Briefwechsel führte, und wohnte zeitweise im Haus Martin Luthers. Die Verleihung einer Pfründe durch den Herzog Barnim IX. von Pommern im Jahre 1535 ermöglichte es ihm, auf Reisen zu gehen und seine Studien in Bologna fortzusetzen. Anschließend kehrte er nach Pommern zurück, wo er 1549 zum Camminer Domkapitel gehörte. Nachdem Bartholomäus Suawe vom Amt des Camminer Bischofs zurückgetreten war, wurde Martin Weiher am 29. Juli 1549 zu dessen Nachfolger gewählt. Die pommerschen Herzöge genehmigten diese Wahl am 1. Mai 1550. Überraschenderweise trat Weiher schon bald mit dem Papst in Verbindung und ließ sich sogar am 5. Oktober 1551 von Papst Julius III. seine Wahl zum Bischof bestätigen. In dieser Bestätigung („Confirmation“) bezeichnete ihn der Papst als rechtmäßigen Nachfolger von Erasmus von Manteuffel-Arnhausen, des letzten vorreformatorischen Bischofs von Cammin. Nach dessen Tod im Jahre 1544 nämlich hatte Suawe das Amt als erster lutherischer Bischof von Cammin übernommen.
Martin Weiher, nun also lutherischer Bischof mit päpstlicher Zustimmung, ließ sich am 6. Oktober 1551 vom Papst gestatten, dass er, der nur die niederen kirchlichen Weihen besaß, von einem Bischof der römischen Kirche unter Beistand von zwei oder drei anderen Bischöfen die Konsekration empfangen durfte, den Treueeid nach einem vorgegebenen Formular leisten und darüber dem Papst berichten sollte.
Am 20. Oktober 1551 befreite ihn jedoch der zuständige Kardinal – da er „in partibus inferioris Saxonie Lutheranea heresi plurimum infecte“ lebte – von der Verpflichtung auf zwei oder drei Bischöfe und forderte lediglich die Anwesenheit eines Abtes bei der Weihe. Am 31. Oktober 1551 schließlich erteilte Papst Julius III. Bischof Weiher die Vollmacht, Priesterweihen zu vollziehen.
In der Zeit seines Bischofsamtes begannen in den Jahren 1554 und 1555 die von lutherischer Seite eingeführten Kirchenvisitationen. Trotz seiner engen Verbindung zum Papst hinderte Weiher nicht deren Durchführung, sondern führte sie im Gegenteil sogar selber durch, verbot allerdings den Geistlichen, auf den Papst und „andere werte Heilige“ zu schimpfen. Bei diesen Visitationen betonte Weiher immer wieder die Gültigkeit der von Johannes Bugenhagen verfassten und auf dem Landtag zu Treptow 1534 in Treptow an der Rega verabschiedeten „Pommerschen Kirchenordnung“. Auch verlangte Weiher von den Pfarrern seines Bistums die Predigt der „reinen Lehre“. Wallfahrten galten ihm, der damaligen lutherischen Meinung entsprechend, als Abgötterei. Andererseits begegnete Weiher den Klagen von Geistlichen, dass immer weniger Gläubige ein Testament zugunsten der Kirche machten, mit dem Vorwurf, daran seien die Pfarrer selber schuld, da sie die römische „Lehre von den guten Werken“ in ihren Predigten bekämpften.
Im Jahre 1556 starb der „geele Bischof“, wie Weiher wegen seiner bleichen Gesichtsfarbe, die auf einer Erkrankung beruhte, genannt wurde. Das Bischofsamt ging auf Johann Friedrich, den 14-jährigen Sohn des Herzogs Philipp I. von Pommern-Wolgast, über, den das Camminer Domkapitel auf Drängen des pommerschen Herzogshauses gewählt hatte. Von diesem Zeitpunkt an regierten Angehörige des Herzogshauses das Stift Cammin als weltliche Bischöfe; als geistliche Leiter fungierten mehrere (General-)Superintendenten.
Die theologische wie kirchenpolitische Stellung Martin Weihers war schillernd. Seine Person machte einmal mehr deutlich, mit welchen Problemen und auch Zugeständnissen im Rahmen der Reformation auch die Kirche in Pommern zu tun hatte. Kaiser Karl V. hatte nach Suawes Abgang eigentlich Johannes Agricola, den „confabricator interimi“ als Bischof von Cammin wählen lassen wollen, doch hatte sich besonders der Bischof von Arras, Antoine Perrenot de Granvelle, für den ihm befreundeten Weiher eingesetzt.